# The Park
The Park (咒樂園S, Chow lok yuenP) è un film del 2003 diretto da Andrew Lau.
La pellicola, di genere horror, originariamente venne proiettato in 3D. Il film è stato presentato nel 2004 al Sundance Film Festival.

## Trama
In seguito ad un tragico incidente sulla ruota panoramica in cui una bambina perde la vita, l'intero parco dei divertimenti viene chiuso. Il Luna Park, costruito su un antico cimitero, comincia a diventare nel corso degli anni un ricettacolo di forze maligne e fantasmi in cerca di vendetta. Attratto da questo tipo di storie, il giovane Alan, figlio di una esperta esorcista, viene a vedere come stanno le cose e sparisce nel nulla. Dopo qualche tempo Yen, sorella di Alan, fa visita al Luna Park alla ricerca di tracce del fratello, scortata da un gruppo di amici. Nonostante gli avvertimenti del custode del parco, i sette ragazzi rimangono nel parco fino a notte inoltrata. Incautamente, i giovani si dividono e cominciano ad avere spaventose visioni e macabre esperienze, in cui uno per uno, esclusi Shan e Yen, verranno uccisi. Alla fine anche Shan muore, dopo essere stato schiacciato da una macchina che stava riparando. Alla fine verrà uccisa anche Yen.